# Џон Ортиз
Џон Ортиз (енгл. John Ortiz; Бруклин, 23. мај 1968) амерички је глумац и продуцент.
Године 1993. Ортиз је дебитовао у филму 
Карлитов пут.
Он је 2003. дебитовао на Бродвеју у Пулицером награђеном комаду Ана у тропима Нила Круза.
Током 2014. Ортиз је добио једну од водећих улога у серији Амерички злочин.